# Matthaeus Collinus

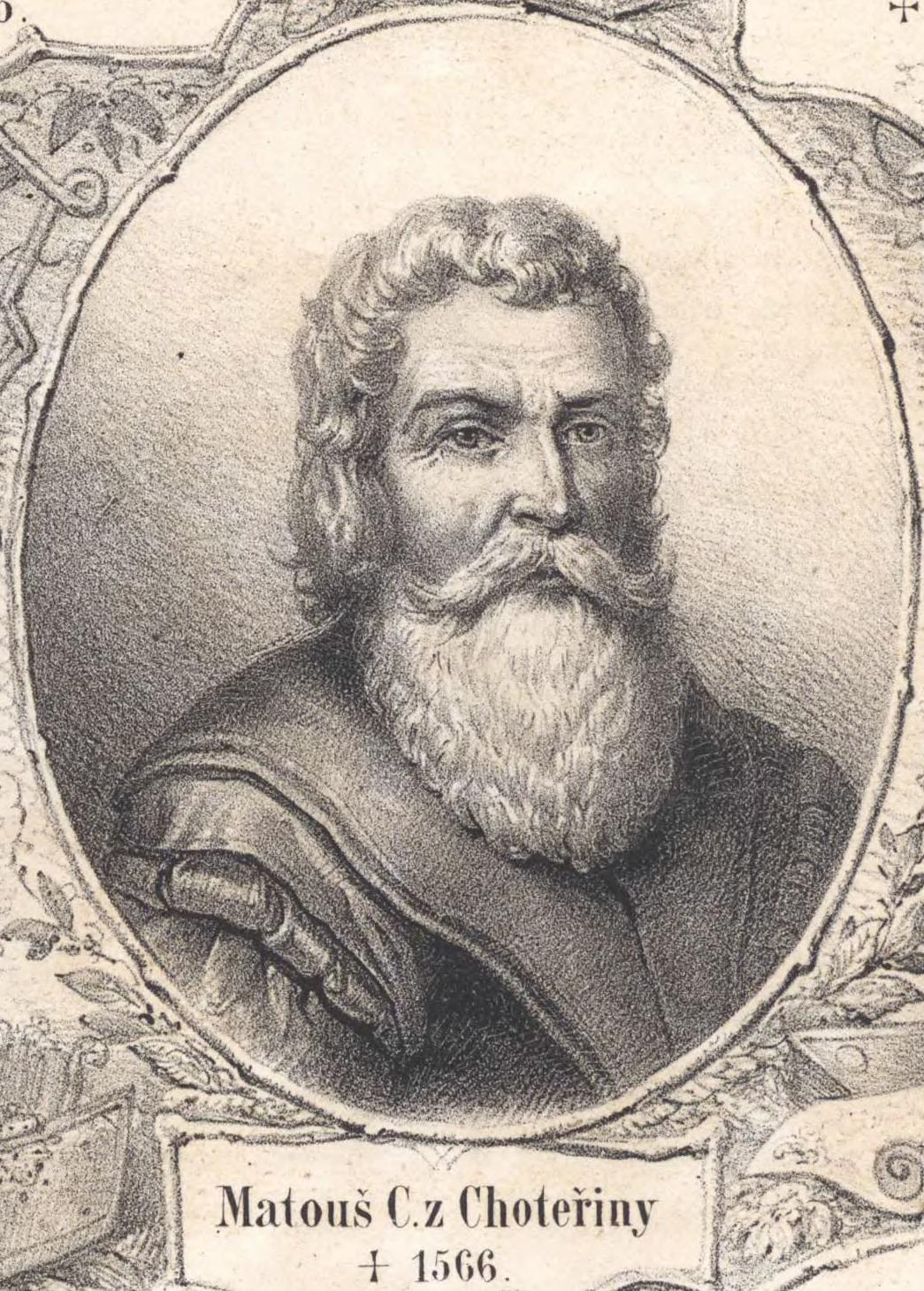
Matouš Collinus z Chotěřiny

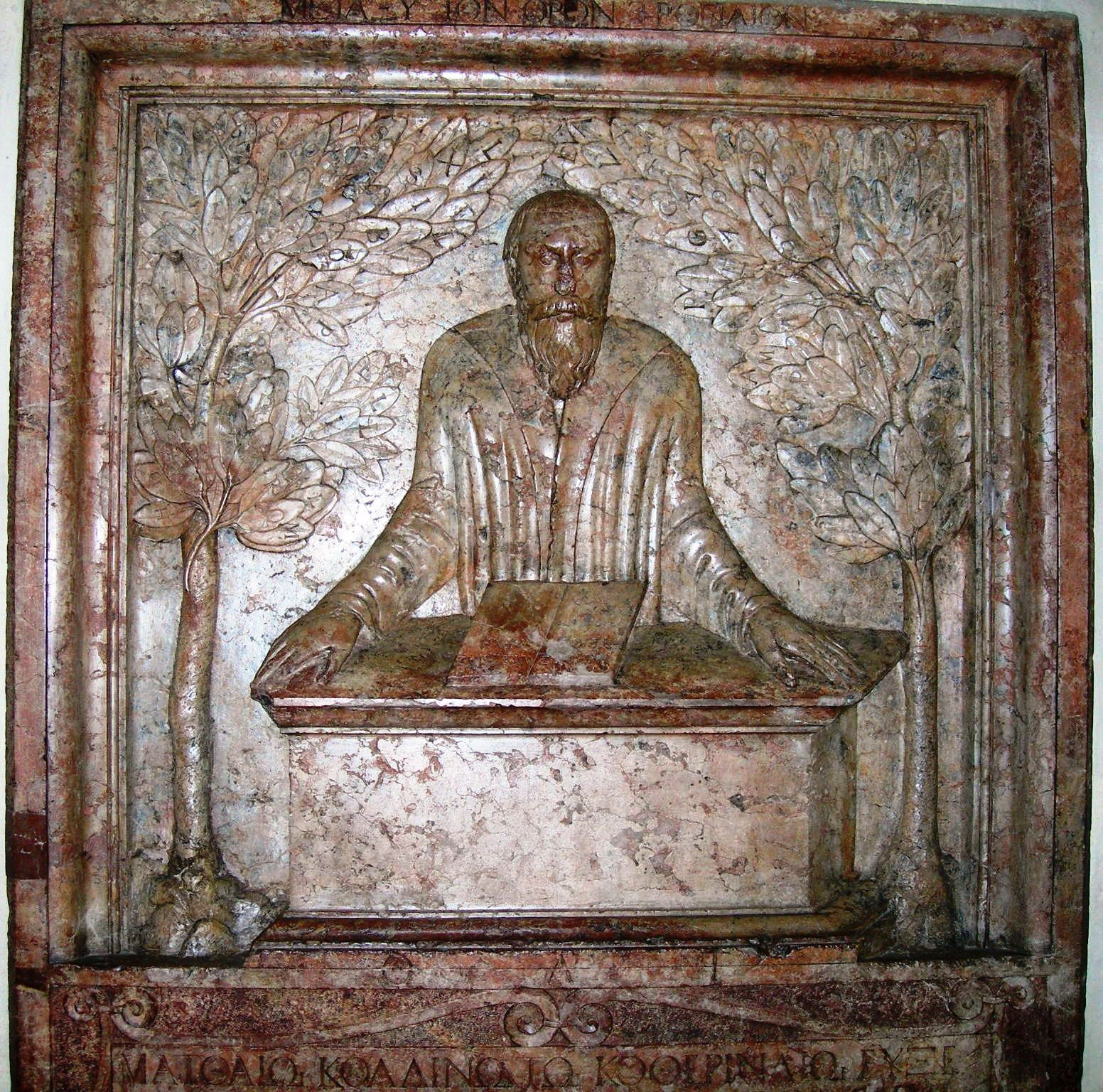
Gedenktafel des M. Collinus, 1566
(Aula des Karolinums in Prag)

Matthaeus Collinus, auch Collinus von Choterina, (tschechisch Matouš Collinus z Chotěřiny; * 1516 in Kouřim; † 4. Juni 1566 in Prag) war ein tschechischer Humanist.

## Leben
Matthaeus war ein Sohn des Wenzel Collin und studierte ab 1530 an der Universität Wittenberg, unter anderen bei Philipp Melanchthon, mit dem er auch nach seinem Studium in regem Austausch blieb. 1540 kehrte er als Magister nach Prag zurück. Dort lehrte er von 1541 bis 1566 als Professor (Lektor) an der Karls-Universität Prag die griechische Sprache und die lateinische Sprache und Literatur und war Mittelpunkt eines lateinisch-humanistisch gebildeten Dichterkreises. Nach Vermittlung des adligen Mäzens Jan Hodějovský z Hodějova, ebenfalls Humanist, Gelehrter, Sänger und Musiker, erhielt er 1542 ein Wappen und führte nach dessen Geburtsort den Namenszusatz Collinus von Choterina (z Chotěřiny). Seine Ansichten, geprägt von dem Reformator Martin Luther und Angriffe gegen utraquistische Geistliche führten zu Auseinandersetzungen an der Universität.
Neben seinem Lehrtätigkeit an der Karls-Universität unterhielt Collinus in Prag seit 1543 ein privates Internat für adlige und vermögende Schüler. Nach seiner Heirat 1546 kaufte er ein Haus mit Garten in der Prager Neustadt, wo er das Internat bis zu seinem Tod 1566 weiterführte. 

## Werke
Collinus schrieb überwiegend in lateinischer Sprache. Er hinterließ theologische, pädagogische, vor allem aber poetische Werke. 

### Poesie
- Elegia ... de natali ... Iesu Christi, Wittenberg 1540
- Latro in cruce poenitentiam agens elegiaco carmine descriptus ..., Wittenberg 1540
- Simon Cyrenaeus ..., Wittenberg 1541
- De summa Christianae religionis ..., Nürnberg 1543, 1564
- Carmen de sponsalibus Nicolai a Rubra Aquila ..., 1544
- Tria epithalamia ..., Wittenberg 1545
- Sacri argumenti hymni aliquot ..., Prag 1545
- De coena Domini aliquot odae ..., 1546
- Ode continens precationem ... pro pace et tranquillo statu regni Bohemiae, 1547
- Harmoniae univocae in odas Horatianas ..., Wittenberg 1555
- Ad invictissimum ... Ferdinandum ... regem ..., 1558
- De Iohannis Gregorii ... baronis in Heberstain ..., Wien 1559

### Lehrbücher
- Elementarius libellus ... pro novellis scholasticis – Schulbuch in Latein und Tschechisch für Anfänger, 1550, 1557, 1569
- Nomenclatura rerum familiariorum vulgo vocabularium Latine, Bohemice et Germanice, 1555
- Libellus synonymorum Latinorum ..., 1551
- Aelii Donati Quaestiones de primis etymologiae elementis, 1557
- De quatuor grammatices praeceptiunculae compendiosae ... - Grammatik, 1564
- Donati Methodus de etymologia ..., 1564, 1588